# Gin and Juice
Gin and Juice – drugi singel amerykańskiego rapera Snoop Doggy Dogga promujący jego debiutancki album pt. Doggystyle. Utwór był wielokrotnie notowany na różnych listach przebojów, między innymi na Billboard Hot 100, gdzie zajął 8. miejsce oraz na 1. w Hot Dance Singles Sales. Singel był tak popularny, że został nominowany do Nagrody Grammy w kategorii Best Rap Solo Performance.
"Gin and Juice" został wyprodukowany przez producenta i jednocześnie przyjaciela - Dr. Dre. Powstał do niego teledysk. Reżyserami byli Dr. Dre, Calvin Caday i Anita Sisaath.

## Lista utworów
Opracowano na podstawie źródła.
1. Gin and Juice (Radio Version) (No Indo) - 3:41
2. Gin and Juice (Radio Version) - 3:38
3. Gin and Juice (Laid Back Remix) - 4:48
4. Gin and Juice (Laid Back Radio Mix) - 3:40

## Notowania
| Notowanie (1994)                                  | Najwyższa pozycja |
| ------------------------------------------------- | ----------------- |
| U.S. Billboard Hot 100                            | 8                 |
| U.S. Billboard Hot Rap Singles                    | 1                 |
| U.S. Billboard R&B Singles                        | 13                |
| U.S. Billboard Rhythmic Top 40                    | 5                 |
| U.S. Billboard Hot Dance Music/Maxi-Singles Sales | 1                 |
| UK Singles Chart                                  | 39                |